# Vălenii Șomcutei, Maramureș
Vălenii Șomcutei (în maghiară Somkútpataka, în trad. „Pârâul Fântânii Cornului") este o localitate componentă a orașului Șomcuta Mare din județul Maramureș, Transilvania, România.

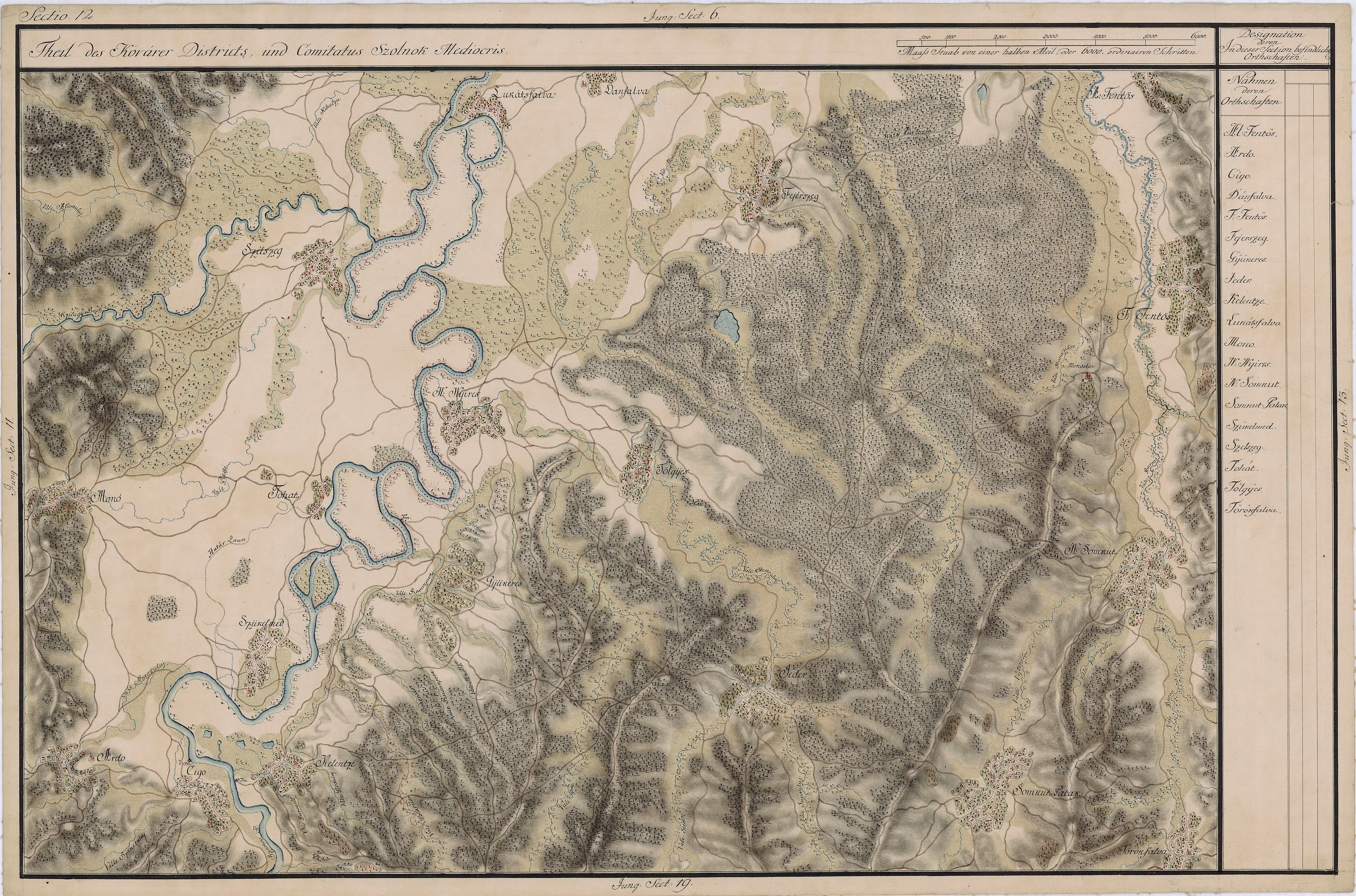
Vălenii în Harta Iosefină a Transilvaniei

## Istoric
Prima atestare documentară: 1566 (Somkwthpataka). 

## Etimologie
Etimologia numelui localității: din Văleni (din n. grup văleni < subst. vale + suf. -eni) + Șomcuta (din magh. Somkút < magh. som „corn" + magh. kut „fântână”, care ar traduce top. rom. Fântâna Cornului). 

## Demografie
La recensământul din 2011, populația era de 770 locuitori. 

## Monument istoric
- Biserica de lemn „Sf. Arhangheli” (sec. XVII).

## Arii naturale protejate (de interes național)
- Peștera Vălenii Șomcutei, cu un sit arheologic din epoca bronzului (Legea 5/2000).

## Imagini

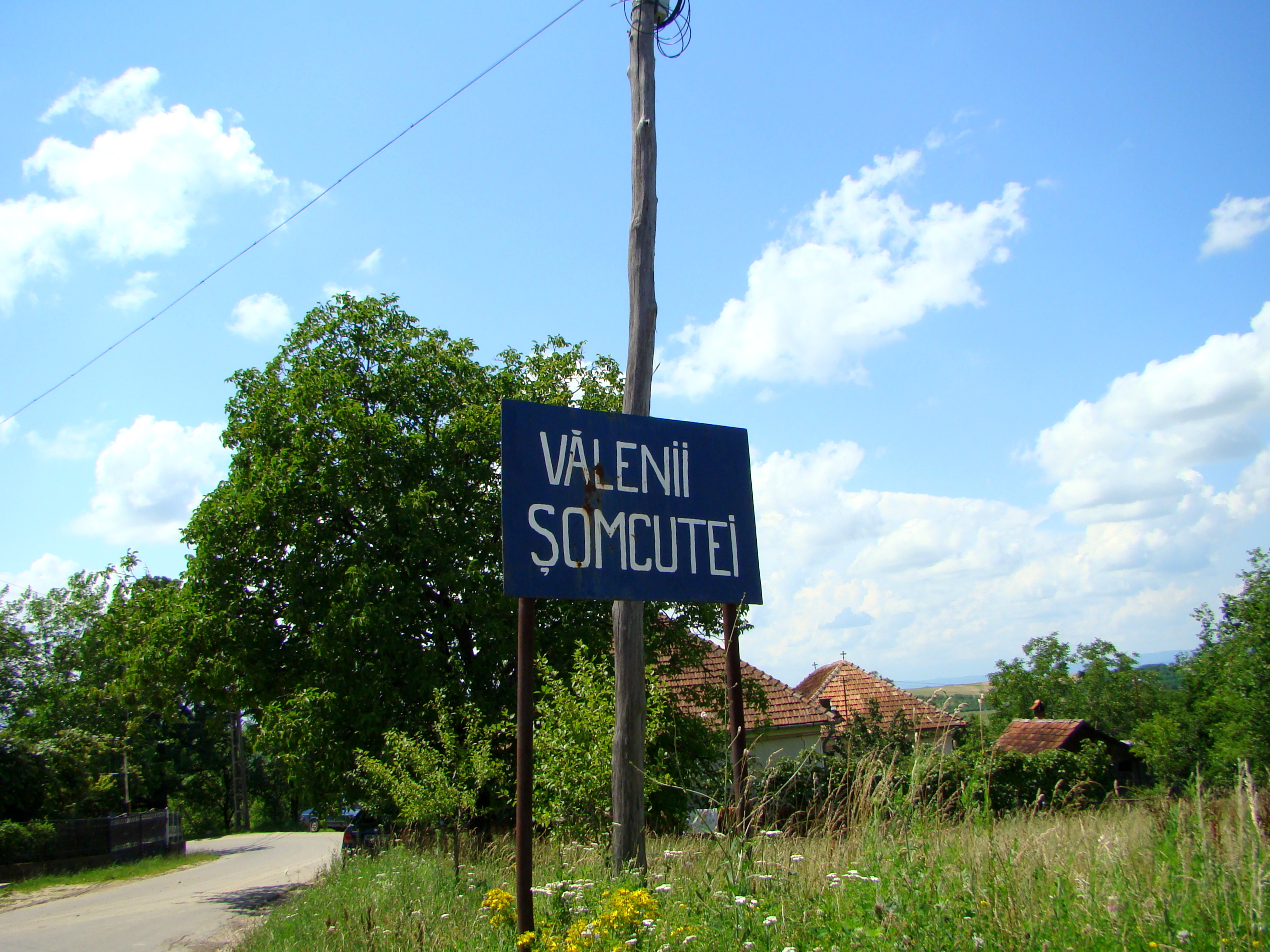
Intrarea în localitate
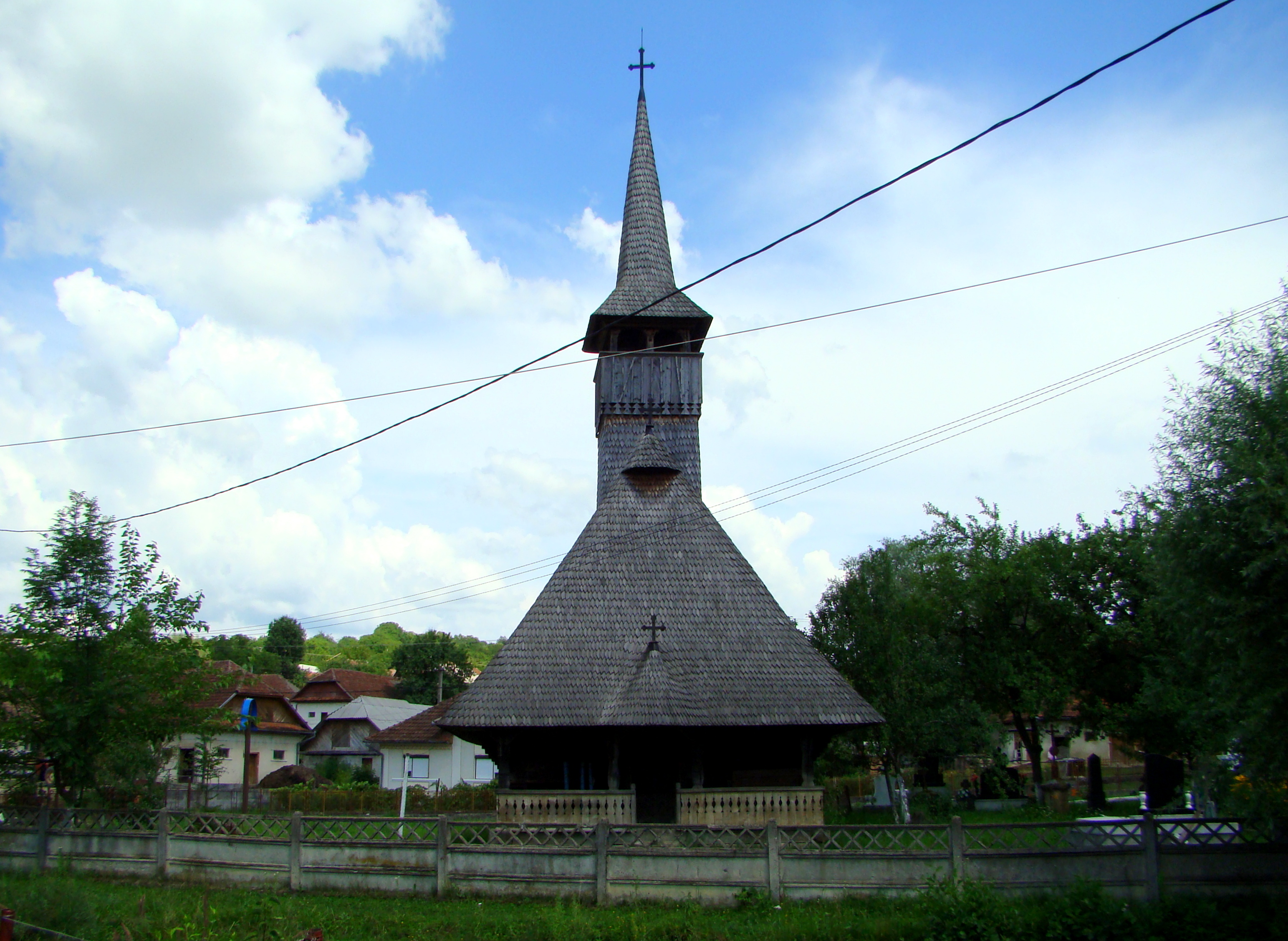
Biserica de lemn (monument istoric)
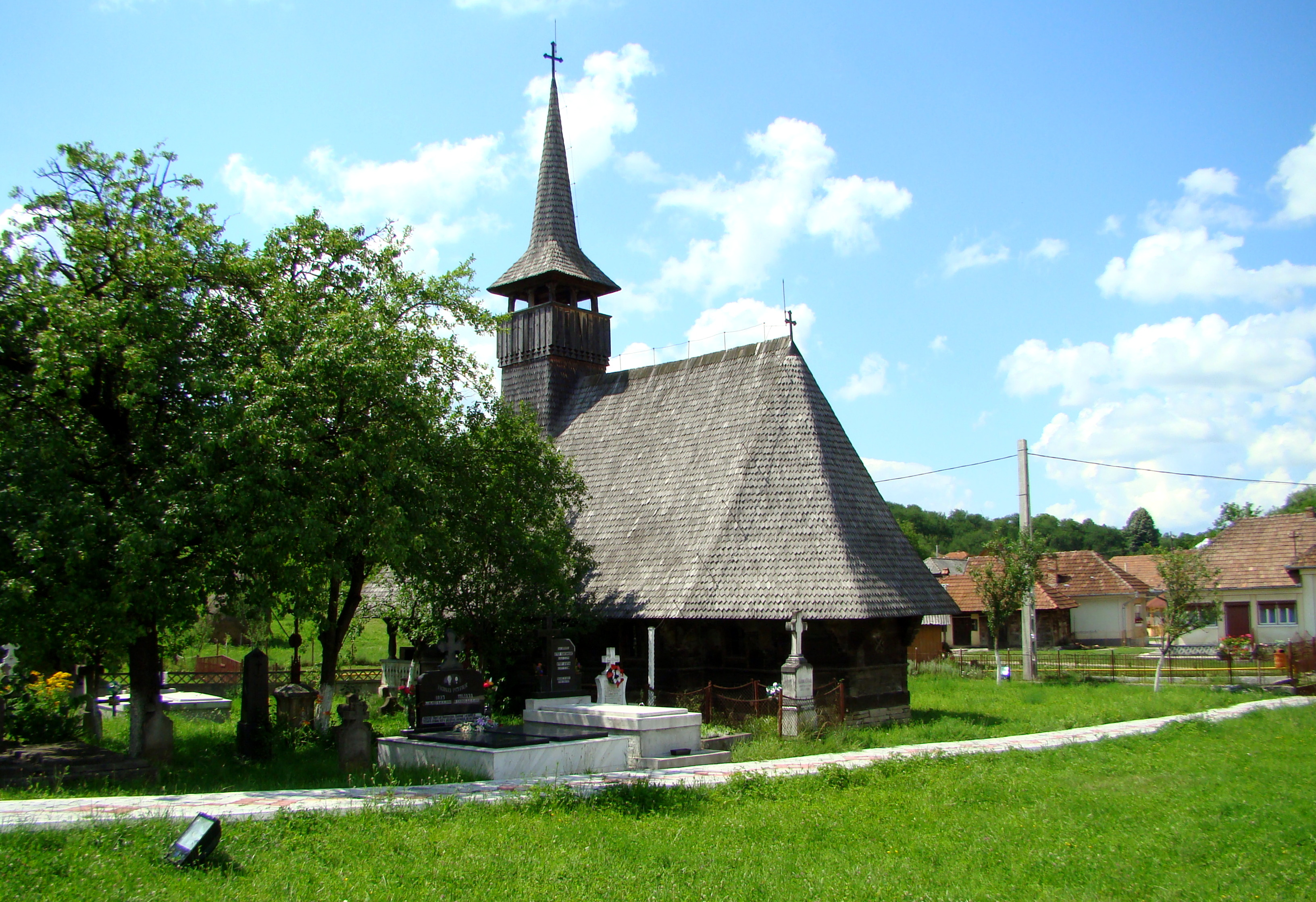
Biserica de lemn (monument istoric)
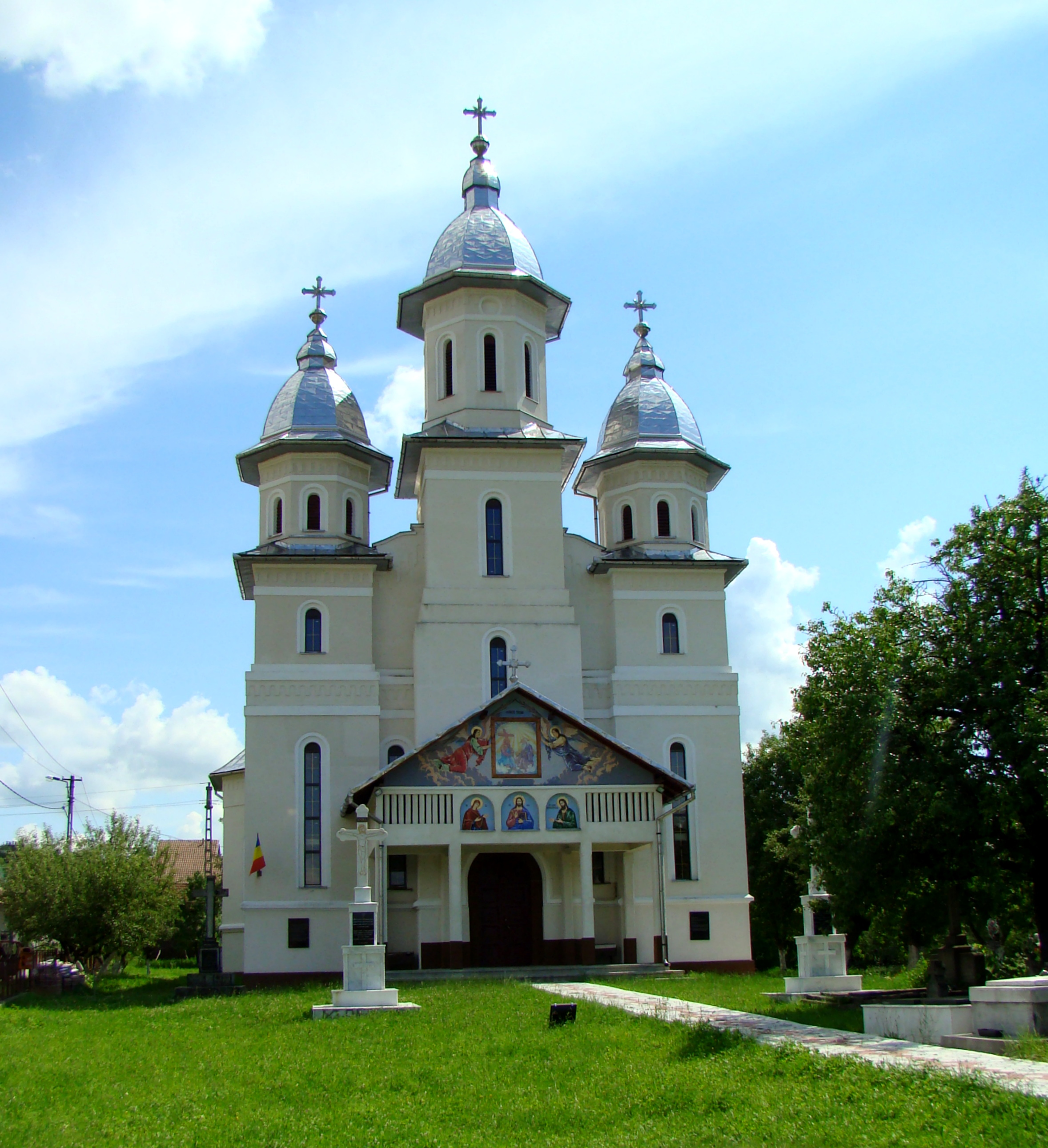
Biserica nouă cu același hram  „Sf. Arhangheli Mihail și Gavril”